# Plesiolena jorgelina
Espèce
Plesiolena jorgelina est une espèce d'araignées mygalomorphes de la famille des Actinopodidae.

## Distribution
Cette espèce est endémique du Chili.

## Publication originale
- Goloboff, 1994 : Migoidea de Chile, nuevas o poco conocidas (Araneae: Mygalomorphae). Revista de la Sociedad Entomológica Argentina, vol. 53, p. 65-74.